# Curruca
Curruca là một chi chim thuộc họ Lâm oanh (Sylviidae), phân bố chủ yếu ở châu Âu, châu Phi và châu Á. Tất cả các loài trong chi này trước đây được xếp trong chi Sylvia.

## Phân loại
Chi Curruca do nhà tự nhiên học người Đức Johann Matthäus Bechstein lập ra vào năm 1802. Loài điển hình của chi là Curruca curruca. Tên gọi Curruca là từ Latin dùng để chỉ một loài chim nhỏ chưa xác định, vốn từng được nhà thơ La Mã Juvenal nhắc đến. Chi này được tách khỏi Sylvia theo Howard and Moore Checklist năm 2014, sau một nghiên cứu phát sinh chủng loại phân tử được công bố năm 2011. Cách tách này hiện được hầu hết các cơ quan phân loại hiện đại công nhận.

## Loài
Chi Curruca có 25 loài:
- Curruca nisoria
- Curruca layardi
- Curruca boehmi
- Curruca subcoerulea
- Curruca curruca
- Curruca lugens
- Curruca buryi
- Curruca leucomelaena
- Curruca hortensis
- Curruca crassirostris
- Curruca deserti
- Curruca nana
- Curruca deserticola
- Curruca mystacea
- Curruca ruppeli
- Curruca melanothorax
- Curruca melanocephala
- Curruca iberiae
- Curruca subalpina
- Curruca cantillans
- Curruca communis
- Curruca conspicillata
- Curruca sarda
- Curruca undata
- Curruca balearica